# فيل ريد
فيل ريد (بالإنجليزية: Phil Read)‏ هو متسابق دراجات نارية بريطاني فاز ببطولة سباق الجائزة الكبرى للدراجات النارية و فاز بكأس جزيرة مان السياحية. نافس في سباقات بطولة العالم لفئة 500 سي سي ولفئة 350 سي سي ولفئة 250 سي سي ولفئة 125 سي سي ولفئة 50 سي سي.

## البطولات
- سباق الجائزة الكبرى للدراجات النارية 1968
- سباق الجائزة الكبرى للدراجات النارية 1964
- سباق الجائزة الكبرى للدراجات النارية 1965
- سباق الجائزة الكبرى للدراجات النارية 1971
- سباق الجائزة الكبرى للدراجات النارية 1973
- سباق الجائزة الكبرى للدراجات النارية 1974
- كأس جزيرة مان السياحية 1961
- كأس جزيرة مان السياحية 1977

## روابط خارجية
- فيل ريد على موقع MotoGP.com (الإنجليزية)